# Shinshū (train)
Le Shinshū (信州) est un train express existant au Japon et exploité par la compagnie JR East, qui relie la ville de Shiojiri à celle de Nagano. Son nom fait référence au Shinshū, autre nom de l'ancienne province de Shinano.

## Gares desservies
Le Shinshū circule de la gare de Shiojiri à la gare de Nagano en empruntant les lignes Shinonoi et Shin'etsu. Il ne circule qu'en semaine, vers Nagano le matin et vers Shiojiri le soir.
| Nom des gares |
| ------------- |
| Shiojiri      |
| Matsumoto     |
| Tazawa        |
| Akashina      |
| Nagano        |

## Matériel roulant
Les services Shinshū sont effectués par des rames série E353 à 3 voitures.

## Composition des rames
- Série E353 :

| N° de voiture | 1           | 2       | 3           |
| Classe        | Non réservé | Réservé | Non réservé |